# 住吉町 (名古屋市)
住吉町（すみよしちょう）は、愛知県名古屋市中区の地名。

## 地理
北から1丁目から3丁目が設定されていた。北は広小路通、東は南呉服町、西は鉄砲町、南は矢場町1丁目に接していた。付近は名古屋市の代表的な歓楽街の一つとなっている。

## 歴史

### 町名の由来
町内にあった酒屋住吉屋が繁盛したことにあやかって名付けられたともいう。

### 沿革
- 1653年（承応元年） - 従来の下七間町御中間町の名称から、住吉町に改称される[6]。
- 1878年（明治11年）12月20日 - 名古屋区成立に伴い、同区住吉町となる[7]。
- 1889年（明治22年）10月1日 - 名古屋市成立に伴い、同市住吉町となる[7]。
- 1908年（明治41年）4月1日 - 中区成立に伴い、同区住吉町となる[1]。
- 1944年（昭和19年）2月11日 - 栄区成立に伴い、同区住吉町となる[1]。
- 1945年（昭和20年）11月3日 - 栄区廃止に伴い、中区住吉町となる[1]。
- 1966年（昭和41年）3月30日 - 住居表示実施に伴い、栄三丁目に編入され消滅[1]。